# Aghavnadzor (Kotayk)
Pour les articles homonymes, voir Aghavnadzor.
Aghavnadzor (en arménien Աղավնաձոր) est une communauté rurale du marz de Kotayk, en Arménie. Elle compte 945 habitants en 2008.